# Schopp
Schopp este o comună din landul Renania-Palatinat, Germania.